# Kaszaja

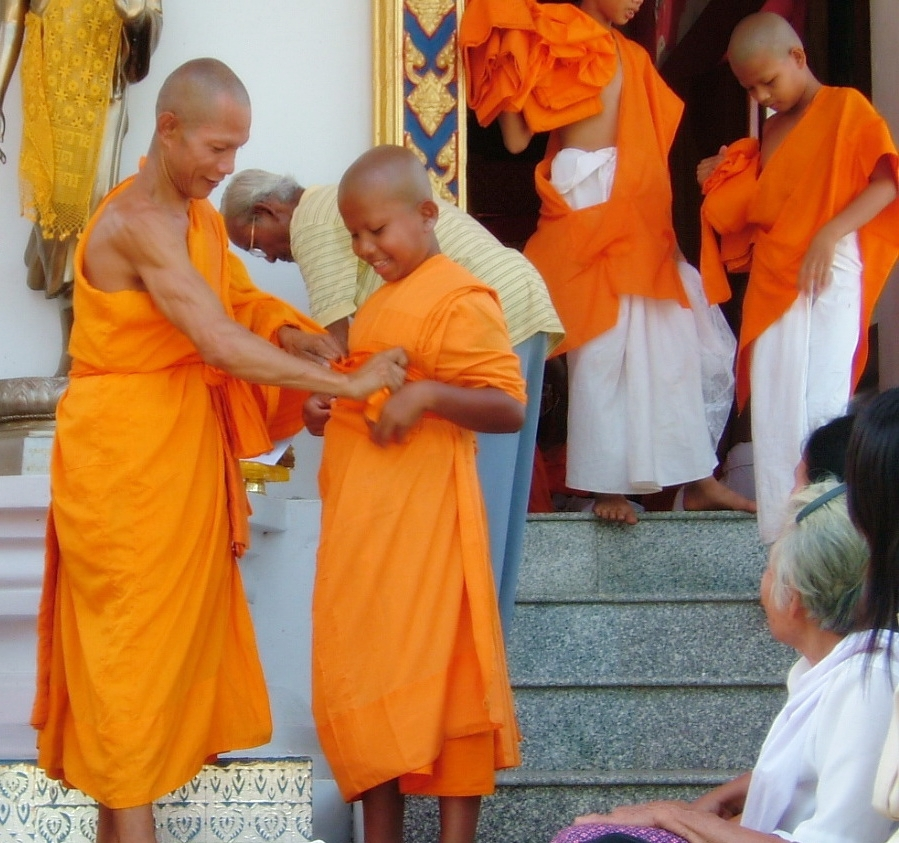
Szaty w tradycji therawada

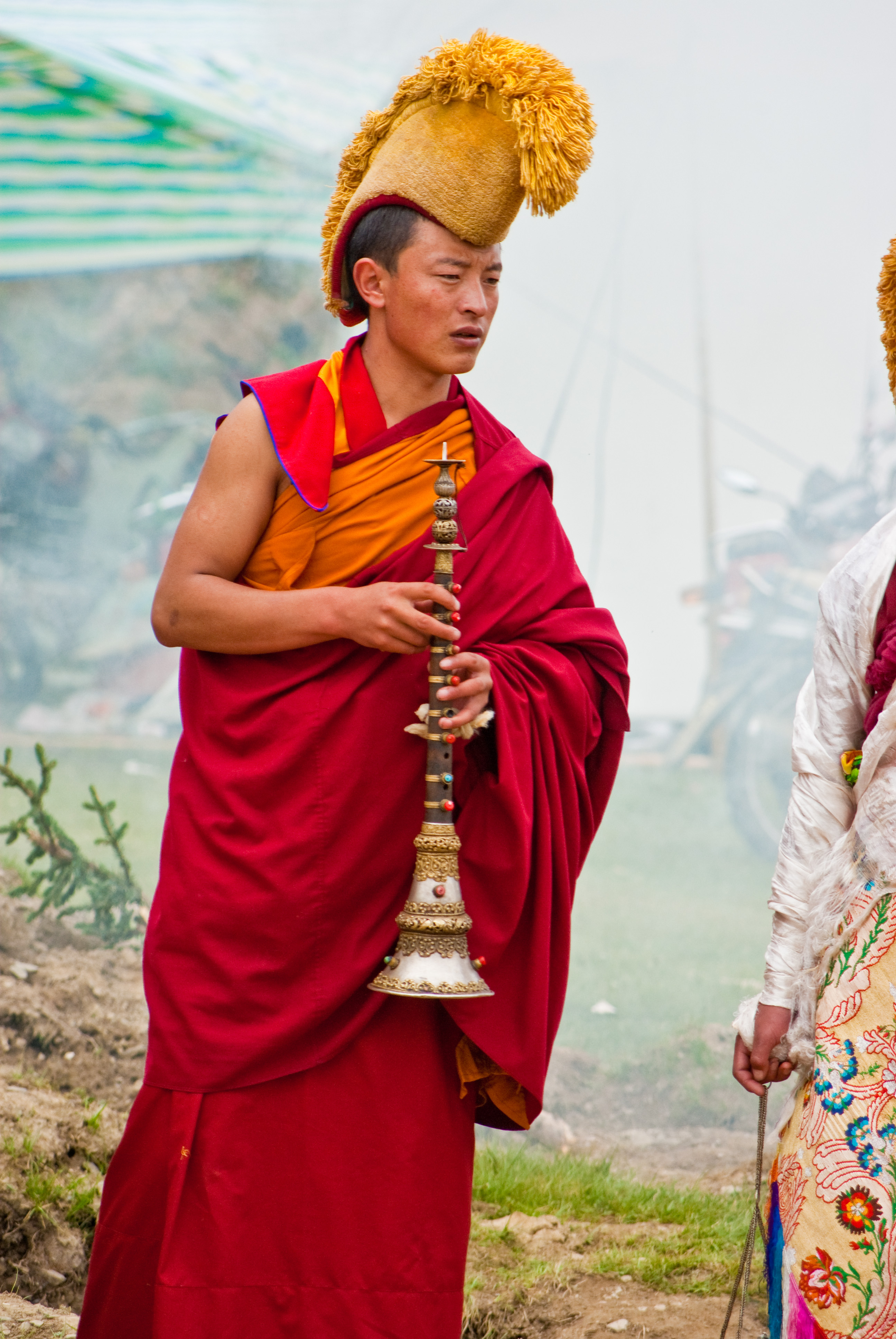
Szaty w tradycji tybetańskiej

Kaszaja (sanskryt: काषाय kāṣāya; pali: kasāva; chiń. jiāshā (袈裟); kor. kasa (가사); jap. kesa (袈裟); wiet. cà-sa) – szata w kolorze szafranowym, noszona przez hinduskich sannjasinów oraz mnichów buddyjskich. Szczegóły różnią się w zależności od sekty i regionu, ale zasadniczo W tradycji buddyjskiej składają się nań trzy elementy:
- antarawasaka – szata spodnia
- uttarasanghati – szata wierzchnia
- sanghati – dodatkowa opończa[1]

## Kaszaja w buddyzmie chan
Zewnętrzna szata buddyjskiego mnicha, np. chan.
Szata ta przekazywana z rąk do rąk była materialnym potwierdzeniem Dharmy. 28 patriarcha linii medytacyjnej buddyzmu indyjskiego Bodhidharma, jako Pierwszy Patriarcha chan, przekazał szatę Chińczykowi Huikemu i dalej przekaz ten odbywał się już poprzez chińskich Patriarchów chan. Ostatnim, który otrzymał kaszaję był Szósty Patriarcha Huineng. Z jego polecenia szata została ukryta w klasztorze Baolin na górze Caoqi (lub Caoxi). Kaszaja była więc znakiem prawidłowego przekazu Dharmy. Np. czcigodny Buddhabhadra (również, jak i Bodhidharma uczeń 27 patriarchy Pradżniatary (skt. Prajñātara) przekazał swe nauki mnichowi Sengzhao, co oczywiście mógł zrobić, lecz nie była to właściwa linia przekazu Dharmy, gdyż nie została potwierdzona szatą Buddy. Podobnie stało się z przekazem Piątego Patriarchy Hongrena, który przekazał szatę Huinengowi, a Yuquan Shenxiu, który założył północną szkołę stopniowego oświecenia nie był już właściwą linią przekazu.
Kaszaję nazywa się szatą wyzwolenia. Wkładając ją na siebie powinno się być wolnym od wszelkich przeszkód występujących w praktyce.
Chan stosuje trzy typy kaszai:
- małą, z pięciu pionowych podziałów (skt. antarvāsa-kāṣāya; chiń. antuohui 安陀会; kor. ant’ahwe; jap. anda-e; wiet. an đà hội),
- średnią, z siedmiu pionowych podziałów (sk. uttarāsangha-kāṣāya; chiń. yuduoluoseng 鬱多羅僧; kor. udarasŭng; jap. uttarasō; wiet. uất đa la tăng) uszytą w sposób zwany w Chinach sheyeyi
- dużą, złożoną z dziewięciu pionowych podziałów (skt. samghātī-kāṣāya; chiń. sengjiali 僧伽梨; kor. sŭnggari; jap. sōkari; wiet. tăng già lê), uszytą na sposób zwany w Chinach gezhiyi (pocięte kawałki).

Kaszaja zszyta z dużych niepociętych kawałków nosi nazwę xieyeyi.